# Face2Face Business Campus
Face2Face Business Campus – zespół dwóch budynków biurowych zlokalizowany przy ulicy Żelaznej 2 i 4 w Katowicach, w dzielnicy Dąb, budowanych na dawnych terenach huty „Baildon”. 
Funkcjonuje również pod nazwą Baildon Business Park. Budowa gmachu Face2Face Business Campus wystartowała w maju 2018 roku, a zakończyła się pod koniec 2020 roku. Powierzchnia biurowa tego budynku wynosi ponad 46 tys. m². Budynek zaprojektowany został przez architektów z pracowni grupa 5 architekci, a jest projektem inwestycyjnym firmy Echo Investment z Kielc. Składa się z dwóch budynków 6- i 14-piętrowego. Na podziemnych parkingach oraz wokół budynków zaprojektowano 765 miejsc parkingowych.